# Jean-François-Auguste de Cambon
Jean-François-Auguste, marquis de Cambon (26 mars 1774, Toulouse - 9 janvier 1836, Toulouse), est un militaire et homme politique français.

## Biographie
Fils de Jean-Louis Emmanuel Augustin de Cambon, il émigra à l'âge de seize ans avec sa famille et revint en France en même temps qu'elle. Il ne servit aucun gouvernement jusqu'à la Restauration ; il entra alors dans la « maison du roi », fit, avec le duc d'Angoulême, la campagne de la Drôme pendant les Cent-Jours, et fut ensuite attaché à l'état-major de la place de Paris.
Élu, le 6 mars 1824, député de la Haute-Garonne au collège de département, il prit place au centre et combattit le ministère Villèle avec habileté et talent. Lors de la discussion du règlement des crédits et des dépenses de l'exercice 1823, il s'éleva, dans une improvisation très animée dont l'impression fut votée à l'unanimité, contre la politique suivie par le cabinet. Il s'agissait d'arrêter le compte de la guerre, et par suite celui du munitionnaire Ouvrard 
Malgré la très vive opposition du ministère, le marquis de Cambon fut réélu député, le 24 novembre 1827. Il eut à répondre, vers cette époque, aux imputations de la presse officieuse, qui prétendit que son opposition était intéressée ; il protesta par une lettre, qui parut dans La Quotidienne du 8 janvier 1828, en déclarant qu'il n'avait jamais sollicité et qu'il ne solliciterait jamais aucune faveur d'un ministère quelconque. Il fut cependant nommé, le 12 novembre 1828, conseiller d'État en service ordinaire. Il avait appuyé, dans la séance du 10 mars, la proposition de M. de Caumartin tendant à ce que le rapport sur les pétitions relatives aux élections obtînt la priorité sur tout autre de la commission des pétitions.
Le marquis de Cambon fut vice-président de la Chambre. Sa dernière élection est du 28 octobre 1830 : le collège de département de la Haute-Garonne l'élut, à cette date, en remplacement de M. de Saint-Félix. Il ne fit pas partie de la Chambre de 1831.
Il est le beau-père d'Eugène-Anne-Adolphe de Boyer de Castanet de Tauriac.

## Sources
- « Jean-François-Auguste de Cambon », dans Adolphe Robert et Gaston Cougny, Dictionnaire des parlementaires français, Edgar Bourloton, 1889-1891 [détail de l’édition]